# Saint-Barbant
Saint-Barbant (en occitano Sent Barbant) es una población y comuna francesa, situada en la región de Lemosín, departamento de Alto Vienne, en el distrito de Bellac y cantón de Mézières-sur-Issoire.

## Demografía
| 774 | 651 | 571 | 475 | 360 | 370 | 352 |
| Para los censos de 1962 a 1999 la población legal corresponde a la población sin duplicidades (Fuente: INSEE [Consultar]) |     |     |     |     |     |     |